# Sawinda Wielka
Sawinda Wielka – jezioro w woj. warmińsko-mazurskim, w pow. ełckim, w gminie Stare Juchy. Położone w dorzeczu rzeki Ełk, na terenie Pojezierza Ełckiego, łączy się z Jeziorem Ełckim poprzez jeziora Woszczelskie i Sunowo.
Powierzchnia zwierciadła wody według różnych źródeł wynosi od 191,0 ha do 224,8 ha do 224,8.
Zwierciadło wody położone jest na wysokości 123,6 m n.p.m. lub 124,6 m n.p.m. Średnia głębokość jeziora wynosi 4,7 m, natomiast głębokość maksymalna 9,5 m.
W oparciu o badania przeprowadzone w 1997 roku wody jeziora zaliczono do II klasy czystości.
Jezioro typu leszczowego, poza użytkowaniem rybackim, wykorzystywane także do celów rekreacyjnych. W otoczeniu jeziora przeważają lasy, punktowych źródeł zanieczyszczeń nie zarejestrowano. Woda ze zlewni jeziora, spływająca trzema głównymi dopływami, odprowadzana jest do Jeziora Woszczelskiego. Jezioro jest umiarkowanie podatne na degradację, z uwagi na małą głębokość średnią, stosunek objętości jeziora do długości linii brzegowej zbiornika, brak stratyfikacji wody. Duże obszary lasów hamują spływ zanieczyszczeń. Korzystny wpływ powoduje także niewielka powierzchnia dna czynnego w stosunku do objętości epilimnionu oraz stosunkowo mała powierzchnia zlewni jeziora. Wiosną wartości wskaźników zanieczyszczeń odpowiadają I klasie czystości, jedynie zawartość soli rozpuszczonych przekraczać może normy (przewodność elektrolityczna właściwa). Latem następuje całkowite odtlenienie wody w warstwie naddennej, z czym związany jest wzrost zawartości azotu amonowego i związków fosforu.
Według urzędowego spisu opracowanego przez Komisję Nazw Miejscowości i Obiektów Fizjograficznych (KNMiOF) nazwa tego jeziora to Sawinda Wielka. W różnych publikacjach i na mapach topograficznych jezioro to występuje pod nazwą Zawindy.